# 1987 في مصر
فيما يلي قوائم الأحداث التي وقعت خلال عام 1987 في مصر.

## أحداث
- 5 أكتوبر – الاستفتاء الرئاسي المصري 1987

## أفلام
من الأفلام التي صدرت هذه السنة في مصر:
- 1 يناير – أبناء وقتلة من إخراج عاطف الطيب.
- 1 يناير – أربعة في مهمة رسمية من إخراج علي عبد الخالق.
- 1 يناير – الأونطجية
- 1 يناير – التعويذة من إخراج محمد شبل.
- 1 يناير – النمر والأنثى من إخراج سمير سيف.
- 1 يناير – امرأتان ورجل
- 26 يناير – نوارة والوحش من إخراج هنري بركات.

## مواليد

### يناير
- 1 يناير – رامي عصام موسيقي مصري.
- 1 يناير – شريف أشرف لاعب كرة قدم مصري.
- 1 يناير – شوقي السعيد لاعب كرة قدم مصري.
- 1 يناير – مريم جورج
- 1 يناير – هيثم العشري لاعب كرة قدم مصري.
- 1 يناير – يارا نعوم
- 30 يناير – محمد ناصف لاعب كرة قدم مصري.

### فبراير
- 19 فبراير – أحمد عدلي لاعب شطرنج مصري.

### أبريل
- 1 أبريل – إبراهيم صلاح لاعب كرة قدم مصري.
- 8 أبريل – سيد مسعد لاعب كرة قدم مصري.
- 9 أبريل – بيتر ميمي مخرج ومؤلف مصري.
- 10 أبريل – أحمد عادل عبد المنعم لاعب كرة قدم مصري.
- 20 أبريل – أحمد حسن مكي لاعب كرة قدم مصري.

### مايو
- 25 مايو – ناهد السباعي ممثلة مصرية.

### يونيو
- 1 يونيو – وائل فراج لاعب كرة قدم مصري.

### يوليو
- 2 يوليو – إسلام عوض لاعب كرة قدم مصري.
- 10 يوليو – محمود عبد الرحيم لاعب كرة قدم مصري.
- 21 يوليو – محمد الجباس لاعب كرة قدم مصري.
- 26 يوليو – أحمد إبراهيم زكريا لاعب كرة قدم مصري.

### أغسطس
- 11 أغسطس – مهاب سعيد لاعب كرة قدم مصري.
- 15 أغسطس – عمرو نبيل لاعب كرة قدم مصري.

### سبتمبر
- 8 سبتمبر – صلاح عاشور لاعب كرة قدم مصري.
- 9 سبتمبر – أحمد المحمدي لاعب كرة قدم مصري.
- 21 سبتمبر – مصطفى عبد الحفيظ لاعب كرة قدم مصري.
- 30 سبتمبر – رامي عاشور لاعب اسكواش مصري.

### أكتوبر
- 1 أكتوبر – أحمد خيري لاعب كرة قدم مصري.
- 1 أكتوبر – دينا الوديدي موسيقية مصرية.
- 29 أكتوبر – أحمد دويدار لاعب كرة قدم مصري.

### نوفمبر
- 5 نوفمبر – محمد سمير لاعب كرة قدم مصري.
- 30 نوفمبر – محمود أبو السعود لاعب كرة قدم مصري.

## وفيات

### يناير
- 1 يناير – بول غليونجي (مواليد 1908)
- 1 يناير – عبد الرحمن الشرقاوي (مواليد 1921)
- 1 يناير – كمال إستينو (مواليد 1910) سياسي مصري.

### مايو
- 3 مايو – داليدا (مواليد 1933) مغنية.

### يوليو
- 26 يوليو – توفيق الحكيم (مواليد 1898) كاتب مصري.

### أغسطس
- 17 أغسطس – رودلف هس (مواليد 1894) سياسي ألماني.
- 23 أغسطس – إسطفانوس الأول سيداروس (مواليد 1904) كهنوت مصري.

### أكتوبر
- 29 أكتوبر – كمال الملاخ (مواليد 1918)